# Kismaros
Kismaros là một thị trấn thuộc hạt Pest, Hungary. Thị trấn này có diện tích 12,11 km², dân số năm 2010 là 2074 người, mật độ 171 người/km².